# Vicente Sol Sánchez
Vicente Sol Sánchez (Crevillente, 9 de septiembre de 1890-Santiago de Chile, 29 de diciembre de 1953) fue un político español de ideología republicana. Durante el periodo de la Segunda República ejerció como gobernador civil en varias provincias, siendo también diputado en las Cortes republicanas.

## Biografía
Nació en Crevillente el 9 de septiembre de 1890. Ferroviario de profesión, fue miembro del Partido Republicano Radical Socialista (PRRS). En las elecciones de 1931 logró obtener acta de diputado por la circunscripción de Valladolid.
En junio de 1931 fue nombrado gobernador civil de Badajoz; dos meses después lo sería de Sevilla. La presencia de viejas herencias e inercias de épocas anteriores, sumadas a la pretensión de mostrar al nuevo régimen como garante del orden, terminaron conllevando a su posicionamiento a favor del mantenimiento del orden social tradicional. En noviembre de ese año, cuando se produjo la constitución de la Federación Económica de Andalucía (FEDA) —organización de la patronal sevillana—, esta fue saludada muy positivamente por Vicente Sol. Ante el asombro de las organizaciones obreras, llegó incluso a dar una conferencia en el Círculo Mercantil de Sevilla en la que instaba a los patronos a asociarse para defenderse de las reclamaciones de los sindicatos obreros. Durante su mandato también se producirían los Sucesos de Gilena.
Ejercería como gobernador civil de Sevilla entre agosto de 1931 y junio de 1932. Poco después fue nombrado director general de Prisiones, en sustitución de Victoria Kent. Se mantuvo en este puesto hasta abril de 1933. En abril de 1934 se pasaría a las filas de Izquierda Republicana (IR). En los comicios de 1936 volvería a ser elegido diputado, esta vez por Badajoz.
En mayo de 1937, durante la Guerra civil, volvió a ser nombrado director general de Prisiones.
Tras el final de la contienda marchó al exilio, instalándose en Chile. Allí dirigió el Centro Republicano español de Santiago de Chile, jugando Vicente Sol un importante papel en el seno de la colonia de los republicanos españoles exiliados en Chile. Formó parte del gobierno del exilio presidido por Álvaro de Albornoz, siendo ministro para América.
Falleció a finales de 1953.